# Plastophora cornigera
Plastophora cornigera är en tvåvingeart som beskrevs av Rudolf Beyer 1966. Plastophora cornigera ingår i släktet Plastophora och familjen puckelflugor. Inga underarter finns listade i Catalogue of Life.